# Governatorati del Bahrein

Governatorati del Bahrein

I governatorati del Bahrein sono la suddivisione territoriale di primo livello del Paese e sono pari a 4. Sono stati istituiti nel 2001, quando hanno preso il posto delle divisioni.

## Lista
| Localizzazione | Governatorato                | Popolazione (2014) | Superficie (Km²) |
| -------------- | ---------------------------- | ------------------ | ---------------- |
|                | Governatorato della Capitale | 532 000            | 68               |
|                | Governatorato di Muharraq    | 216 000            | 57               |
|                | Governatorato Settentrionale | 326 000            | 75               |
|                | Governatorato Meridionale    | 166 000            | 480              |

### Fino al 2014
| Localizzazione | Governatorato                | Popolazione (2008) | Superficie (Km²) |
| -------------- | ---------------------------- | ------------------ | ---------------- |
|                | Governatorato della Capitale | 290 182            | 38               |
|                | Governatorato Centrale       | 303 918            | 85               |
|                | Governatorato di Muharraq    | 169 299            | 56               |
|                | Governatorato Settentrionale | 251 660            | 141              |
|                | Governatorato Meridionale    | 91 450             | 438              |

### Precedenti divisioni
Dal 1971 al 2001 erano presenti le seguenti divisioni:
- Al Hadd
- Al Manamah
- Al Mintaqah al Gharbiyah
- Al Mintaqah al Wusta
- Al Mintaqah al Shamaliyah
- Al Muharraq
- Ar Rifa wa al Mintaqah al Janubiyah
- Jidd Haffs
- Madinat Hamad
- Madinat 'Isa
- Mintaqat Juzur Hawar
- Sitrah